# Géza Tuli
Géza Titusz Tuli (Budapest, 4 novembre 1888 – Budapest, 30 gennaio 1966) è stato un ginnasta ungherese.

## Palmarès

### Olimpiadi
- 1 medaglia:
  - 1 argento (Stoccolma 1912 nel concorso a squadre)